# Birkamuseet

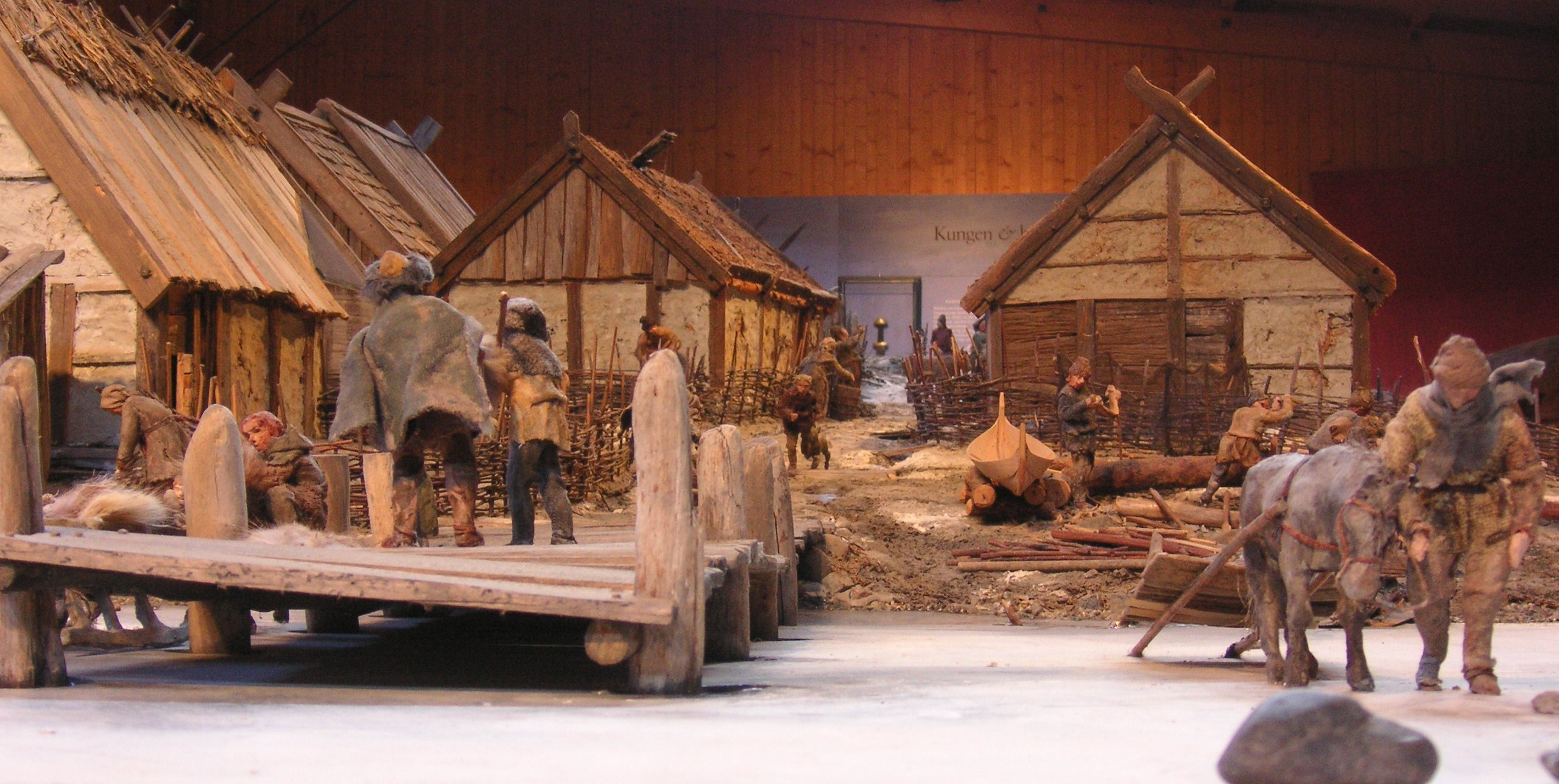
Modell av Birka på Birkamuseet.

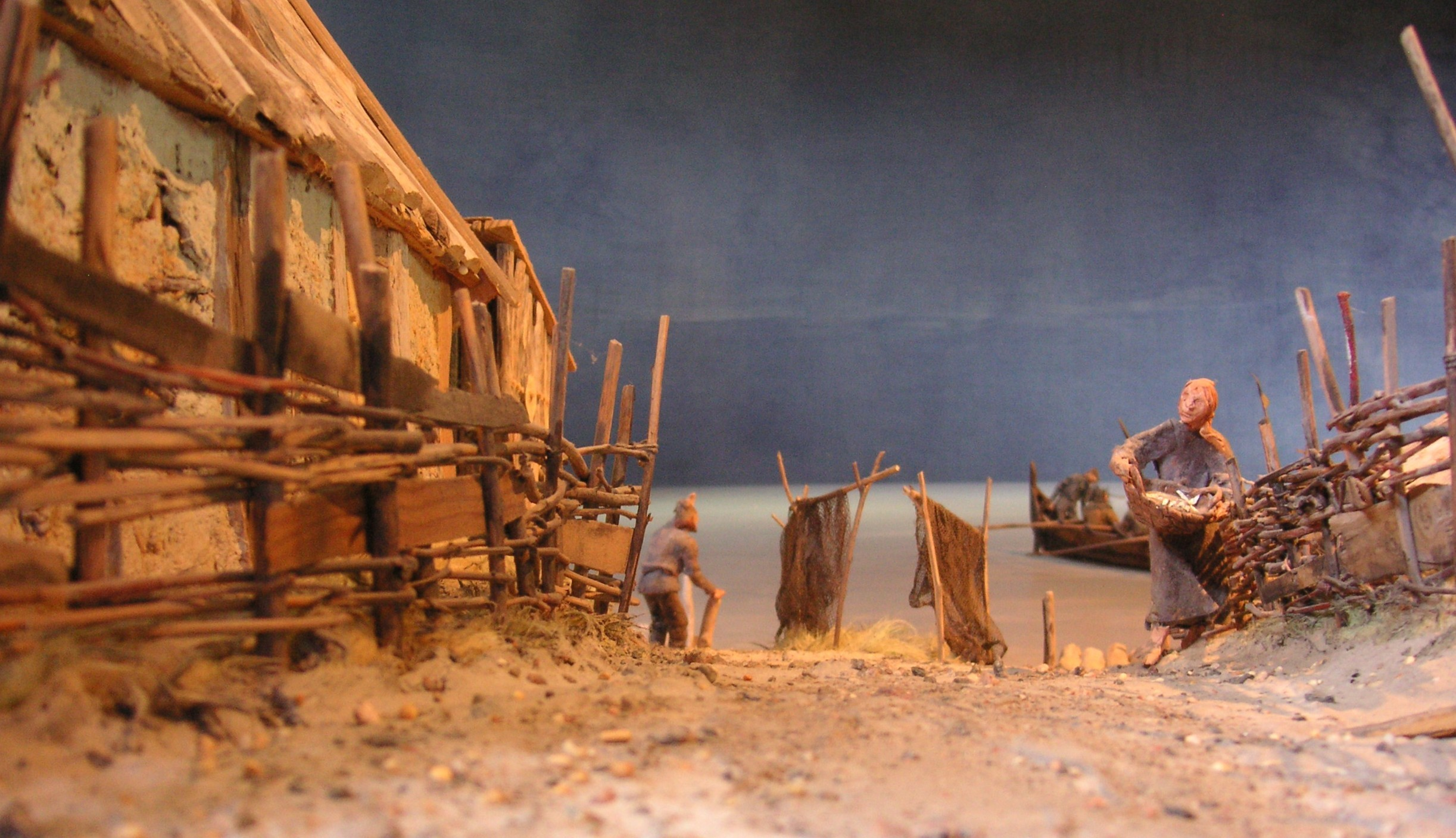
Modell av Birka på Birkamuseet.

Birkamuseet är ett svenskt arkeologiskt museum i Birka på Björkö i Mälaren.

## Verksamheten
Museet visar arkeologiska fynd och relikter från Birkas utgrävningar. I basutställningarna finns modeller, som visar hur livet kan ha sett ut för Birkas invånare under vikingatiden.

## Byggnaden
Museet är en enkel byggnad av massivt granträ med två utställningsrum, hörsal och butik, ritad av Gunnar Mattsson på Mattsson & Wik Arkitektkontor AB för Riksantikvarieämbetet och uppförd 1995–1996. Det har ett tak av spontad plank, oljelaserade innerväggar av spontad lastbärande plank och ytterväggar klädda med järnvitriolbehandlad lockpanel.